# F. League 2017-2018
La F. League 2017-2018 è stata l'11ª edizione della massima divisione giapponese di calcio a 5. La stagione regolare ha preso avvio il 10 giugno 2017 e si è conclusa l'8 gennaio 2018, prolungandosi fino al 21 gennaio con la disputa delle partite di spareggio.

## Squadre partecipanti
| Club              | Città               | Palazzetto                          |
| ----------------- | ------------------- | ----------------------------------- |
| Espolada Hokkaido | Sapporo, Hokkaidō   | Hokkaido Prefectural Sports Center  |
| Bardral Urayasu   | Urayasu, Chiba      | Urayasu General Gymnasium           |
| Fuchū Athletic    | Fuchū, Tokyo        | Fuchu Sports Center                 |
| Pescadola Machida | Machida, Tokyo      | Machida Municipal General Gymnasium |
| Shonan Bellmare   | Hiratsuka, Kanagawa | Odawara Arena                       |
| Agleymina         | Hamamatsu, Shizuoka | Hamamatsu Arena                     |
| Nagoya Oceans     | Nagoya, Aichi       | Taiyo Yakuhin Ocean Arena           |
| Shriker Osaka     | Osaka, Osaka        | Osaka Municipal Central Gymnasium   |
| Deução Kobe       | Kōbe, Hyogo         | Kobe Green Arena                    |
| Vasagey Oita      | Ōita, Ōita          | Oozu Sports Park                    |
| Vos Cuore         | Sendai              | Sendai City Gymnasium               |
| Fugador Sumida    | Tokyo               | Sumida City Gymnasium               |

## Stagione regolare

### Classifica
|  | Pos. | Squadra           | Pt | G  | V  | N | P  | GF  | GS  | DR  |
|  | ---- | ----------------- | -- | -- | -- | - | -- | --- | --- | --- |
|  | 1.   | Nagoya Oceans     | 83 | 33 | 27 | 1 | 5  | 156 | 59  | +91 |
|  | 2.   | Pescadola Machida | 71 | 33 | 21 | 8 | 4  | 104 | 63  | +41 |
|  | 3.   | Shonan Bellmare   | 70 | 33 | 23 | 1 | 9  | 136 | 84  | +52 |
|  | 4.   | Fugador Sumida    | 65 | 33 | 20 | 5 | 8  | 116 | 78  | +38 |
|  | 5.   | Shriker Osaka     | 60 | 33 | 19 | 3 | 11 | 144 | 103 | +41 |
|  | 6.   | Fuchū Athletic    | 60 | 33 | 18 | 6 | 9  | 111 | 94  | +17 |
|  | 7.   | Bardral Urayasu   | 41 | 33 | 12 | 5 | 16 | 82  | 97  | −15 |
|  | 8.   | Agleymina         | 26 | 33 | 7  | 5 | 21 | 79  | 121 | −42 |
|  | 9.   | Vos Cuore         | 26 | 33 | 8  | 2 | 23 | 66  | 127 | −61 |
|  | 10.  | Espolada Hokkaido | 24 | 33 | 6  | 6 | 21 | 76  | 134 | −58 |
|  | 11.  | Deução Kobe       | 21 | 33 | 4  | 9 | 20 | 60  | 117 | −57 |
|  | 12.  | Vasagey Oita      | 19 | 33 | 4  | 7 | 22 | 65  | 118 | −53 |

### Verdetti
- Nagoya Oceans campione del Giappone 2017-2018 e qualificata all'AFC Futsal Club Championship 2018.
- Vasagey Oita retrocessa ma in seguito ripescata a completamento d'organico.
- Deução Kobe rinuncia all'iscrizione alla F. League 2018-2019, iscrivendosi nella seconda serie.

## Play-off

### Primo turno
Al primo turno dei play-off sono qualificate tutte le società giunte dal secondo al quinto posto, in caso di parità si qualifica la miglior classificata al termine della stagione regolare.
| Squadra 1         | Risultato | Squadra 2      |
| ----------------- | --------- | -------------- |
| Pescadola Machida | 3 - 2     | Shriker Osaka  |
| Shonan Bellmare   | 2 - 2     | Fugador Sumida |

### Secondo turno
Al secondo turno dei play-off sono qualificate le due società vincenti del turno precedente, in caso di parità si qualifica la miglior classificata al termine della stagione regolare.
| Squadra 1         | Risultato | Squadra 2       |
| ----------------- | --------- | --------------- |
| Pescadola Machida | 3 - 2     | Shonan Bellmare |

### Finale
Alla finale sono qualificate la vincitrice della stagione regolare e quella del secondo turno, in caso di parità al termine delle due gare vince la prima classificata.
| Squadra 1         | Totale | Squadra 2     | Andata | Ritorno |
| ----------------- | ------ | ------------- | ------ | ------- |
| Pescadola Machida | 6 - 8  | Nagoya Oceans | 2 - 2  | 4 - 6   |